# Eriachne pauciflora
Eriachne pauciflora là một loài thực vật có hoa trong họ Hòa thảo. Loài này được W.Fitzg. mô tả khoa học đầu tiên năm 1918.